# 格利博克 (格洛比諾區)
49°24′48″N 33°44′7″E / 49.41333°N 33.73528°E
格利博克（烏克蘭語：Глибоке），是烏克蘭中部的村莊，隸屬波爾塔瓦州的克雷門丘克區。該村處於普肖爾河右岸，分別距離格利博卡多利納0.5公里和扎莫日涅1公里，面積0.42平方公里，海拔高度124米，2001年人口88。